# تدخل إسرائيل في الحرب الأهلية السورية
يشير دور إسرائيل في الحرب الأهلية السورية إلى صراع إسرائيل وإيران بالوكالة خلال الحرب الأهلية. كان الموقف الإسرائيلي الرسمي المعلن هو الحياد في الصراع؛ وهذا ما أكدّهُ وزير الدفاع الإسرائيلي خلال عام 2015 حينما قال: «... على المستوى الاستراتيجي، وبعبارة أخرى، فإننا لا نتدخل بالنيابة عن أي أحد.» غير أن تطوّر الحرب في سوريا، أدّى إلى تدخّل عسكري واضح في الحرب الأهلية السورية، مرة يكون باستهداف مباشر، وأخرى بتقديم دعم وحماية لفصائل وجماعات تنشط عسكريًا في سوريا.

## الخلفية
لم تُقم إسرائيل وسوريا علاقات دبلوماسية منذ تأسيس البلدين الحديثين في منتصف القرن العشرين. خاض البلدان ثلاث حروب كبرى: حرب عام 1948، حرب الأيام الستة عام 1967 ثمّ حرب أكتوبر عام 1973. شارك البلدان في وقت لاحق أيضًا في الحرب الأهلية اللبنانية وكذلك في حرب لبنان عام 1982.
قُبيل حرب الأيام الستة عام 1967؛ كانت هناك أعمال عدائية مكثفة تركزت على المناطق المنزوعة السلاح، وقضايا المياه والقصف والتسلل على حد سواء من مرتفعات الجولان التي احتلتها إسرائيل بعد ذلك. شرط إعادة الأراضي كان منصوص عليه في قرار مجلس الأمن الدولي رقم 242، إلا أن الوضع قد تعزّر من جراء حرب أكتوبر غير الناجحة إلى حد كبير والتي خاضتها سوريا، والذي أدى إلى خط وقف إطلاق النار الذي احترمه الجانبان إلى حد كبير، وإن كان حزب الله قد انتهكه.
وقعت عدة حوادث على خط وقف إطلاق النار الإسرائيلي–السوري خلال الحرب الأهلية السورية، مما وتّر العلاقات بين إسرائيل والجمهورية العربية السورية. تعتبر هذه الحوادث امتدادًا لاشتباكات محافظة القنيطرة منذ عام 2012 والحوادث التي وقعت في وقت لاحق بين الجيش السوري والثوار الجارية في الجهة الخاضعة للسيطرة السورية في الجولان ومنطقة الجولان المحايدة وانخراط حزب الله في الحرب الأهلية السورية. من خلال هذه الحوادث، التي بدأت في أواخر عام 2012، قُتل مدني إسرائيلي وجُرح 4 جنود على الأقل. اعتبارًا من منتصف عام 2014؛ وفي الجانب الخاضع للسيطرة السورية، يقدر أن ما لا يقل عن عشرة جنود قد قتلوا، فضلًا عن اثنين من المسلحين المجهولين، الذين حاولا التسلل إلى الجانب الخاضع للسيطرة الإسرائيلية من مرتفعات الجولان.

## الضربات الجوية الإسرائيلية ضد أهداف في سوريا
في سياق الحرب الأهلية السورية، اتهمت بعض المصادر إسرائيل بارتكاب عدة حوادث، في عمق الأراضي السورية. وقد وقعت الحادثة الأولى من هذا النوع في 30 يناير 2013، عندما اتهمت الطائرات الإسرائيلية بأنها ضربت قافلة سورية تنقل أسلحة إيرانية إلى حزب الله. وقد أكدت الجمهورية العربية السورية بعض هذه التقارير، بينما نفت البعض الآخر. ورفضت إسرائيل بشكل منهجي التعليق على الاستهداف المزعوم لأهداف حزب الله والحكومة البعثية في الأراضي السورية.
في مارس 2017، قام الجيش العربي السوري في حادث حدودي بإطلاق عدّة صواريخ من طراز إس-200، وقد تم إسقاط صاروخ واحد بصاروخ سهم 2، دون أن تتضرر أي طائرة. ادعى الجيش العربي السوري أن الطائرات الإسرائيلية استهدفت، بينما كانت تحاول الشروع بمهمة في منطقة تدمر.
في 27 أبريل 2017، ذكرت وكالة الأنباء السورية (سانا) التابعة للدولة أن هناك انفجارًا شُعر به في مطار دمشق الدولي عند الساعة 3:42. ولم يبلغ عن وقوع إصابات. وأفيد بأن الانفجار شُعر به على بعد 15 كيلومتر (9.3 ميل). ظهر وزير الاستخبارات الإسرائيلي يسرائيل كاتس ليقر بالمسؤولية عن الانفجار، قائلًا لإذاعة الجيش أن «الحادث الذي وقع في سوريا يتوافق تمامًا مع سياسة إسرائيل على العمل من أجل من منع تهريب إيران للأسلحة المتقدمة عبر سوريا إلى حزب الله.» وقال مصدران من مصادر المعارضة لوكالة رويترز أن «خمس ضربات قد ضربت مستودعًا للذخيرة تستخدمه ميليشيات تدعمها إيران.»

## الحوادث خلال الحرب الأهلية

### حوادث تشرين الأول/أكتوبر 2017
في صباح يوم 16 تشرين الأول/أكتوبر من عام 2017؛ استهدفت الصواريخ المضادة للطائرات السورية مجموعة طائرات تابعة للجيش الإسرائيلي كانت تُحلّقُ في الأجواء اللبنانية على مقربة من الحدود السورية. ذكرَ المتحدث باسم الجيش الإسرائيلي أنّ البعثة كانت في مهمة استطلاعية كما أكّد على أن هذه هي المرّة الأولى التي يتم فيها استهداف طائرات إسرائيل من قِبل الحكومة السورية منذ بداية الحرب السورية عام 2011.

### حوادث كانون الأول/ديسمبر 2017
في وقت مبكر من صباح الثاني من كانون الأول/ديسمبر 2017؛ تعرّض موقع عسكري بالقرب من الكسوة جنوب دمشق لهجوم من قبل صواريخ أُشيع أنها تابعة للجيش الإسرائيلي؛ في المقابل تمكّنت الدفاعات السورية من اعتراض صاروخين فيما فشلت في التصدي للباقي. حصل هذا الهجوم أو «الحادث» بعدَ ثلاثة أيام فقط من تقرير لوكالة الأنباء السورية الرسميّة سانا والتي ادّعت فيه إسقاط وحدات الدفاع الجوية السورية لثلاثة صواريخ إسرائيلية خلال استهدافها لموقعٍ عسكري قُرب العاصمة دمشق. هجوم آخر ذكرت في 7 كانون الأول / ديسمبر.

### حوادث شباط/فبراير 2018
في السابع من شباط/فبراير عام 2018؛ أفادت وسائل إعلام تابعة للحكومة السورية أن الدفاعات الجوية قد دمرت معظم الصواريخ التي أُطلقت خلال هجوم بطائرات حربية إسرائيلية على موقع عسكري في دمشق. ذكرت تقارير أخرى أن الهدف كان مركز البحوث العلمية في جمرايا غرب دمشق وأن نفس الموقف قد استُهدفَ من قِبل إسرائيل مرتين من قبل. ادّعى بعضُ النشطاء حينها أن المركز يحتوي على مستودعات أسلحة تابِعة لحزب الله.

### حوادث آذار/مارس 2018
في السابع عشر من آذار/مارس 2018؛ استهدفت القوات الجوية الإسرائيلية هدفًا في سوريا وذلك بعدما أطلق الجيش السوري عدّة صواريخ على طائرات إسرائيلية فوق هضبة الجولان. ذكرت إسرائيل أن أحد الصواريخ السورية قد أُسقطَ من قبل صاروخ آرو في حين لم تتعرض أيا من طائراتها للتلف. في السياق ذاته؛ أكدت الحكومة الإسرائيلية على استهدافها لشحنات سلاح كانت تُنقل لحزب الله في لبنان في حين ادّعى الجيش السوري أنّ الموقع عبارة عن ثكنة عسكريّة بالقرب من مدينة تدمر.

### حوادث نيسان/أبريل 2018

#### 9 نيسان/أبريل
اتهمت كل من روسيا وسوريا إسرائيل بتنفيذ غارة جوية في التاسع من نيسان/أبريل 2018 ضد القاعدة الجوية في بني ياس والمعروفة أكثر باسم مطار التيفور الذي يقعُ خارج مدينة تدمر في وسط سوريا. في السياق ذاته؛ ذكرت وزارة الدفاع الروسية أنّ طائرة إسرائيلية قد أطلقت ثمانية صواريخ على القاعدة من الأجواء اللبنانية؛ خمسة منها تم اعتراضها من قبل أنظمة الدفاع الجوي السورية. بحسب المرصد السوري لحقوق الإنسان فقد قُتل جرّاء الغارة ما لا يقل عن 14 شخصًا وأصيب آخرون بجراح. أشارَ المرصد كذلك إلى أنّ سبعة من القتلى هم منَ الجنود الإيرانيين. في 16 أبريل/نيسان؛ صرّحَ متحدث عسكري لم يكشف عن اسمه لجريدة نيويورك تايمز وأكّد شنّ بلاده لتلكَ الضربات الجوية.

#### 29 نيسان/أبريل
قُتل ما لا يقل عن 26 من الموالين لحزب البعث خلال الضربات الصاروخية في 29 نيسان/أبريل على محافظة حماة وسط سوريا. وفقًا لوسائل إعلام إيرانية فإنّ 18 من القتلى إيرانيون. شملت الضربات كذلكَ قاعدة جوية بالقُرب من محافظة حلب قالت إسرائيل أنها عبارة عن مستودعٍ لتخزين صواريخ أرض-أرض. تزامنًا مع ذلك؛ نشرَ المرصد السوري لحقوق الإنسان (ساهر) بيانًا ذكر فيه: «بالنظر إلى طبيعة الهدف؛ فمنَ المرجح أن يكون الهجوم إسرائيليًا.»

### حوادث أيار/مايو 2018
ذكرت وسائل الإعلام العربية يوم 6 أيار/مايو 2018 مقتل ثمانية أعضاء من القوات الجوية السورية و150 من شعبة الدفاع الجوي في انفجار غامض على مستوى الطريق الرابط بين مدينتي دمشق والسويداء. حسب نفس وسائل الإعلام؛ فإنّ القتلى هم جنود من الكتيبة المسؤولة عن إسقاط الطائرة الإسرائيلية من طراز إف-16 قبل شهرين. لكن وفي المُقابل؛ أكّدت المصادر السورية –التابعة للحكومة- مقتل ثمانية فقط ثم اتهمت إسرائيل باغتيالهم.
ذكرت وسائل إعلام سورية في 8 أيار/مايو 2018 أنّ طائرات حربية إسرائيلية عدة قد هاجمت قواعد عسكرية في سوريا بسبب احتمالية الوجود الإيراني. ادّعت الحكومة السورية أن اثنين من الصواريخ الإسرائيلية قد استهدفا قافلة أسلحة في قاعدة قُرب الكسوة لكنّ المضادات قد أسقطتهما قبلَ الوصول.
في العاشر من أيار/مايو؛ اتهمَ الجيش الإسرائيلي قوات النخبة السورية-الإيرانية بإطلاق نحو 20 قذيفة باتجاه الجولان المحتل مما تسبب في بعض الأضرار الماديّة. ردّت إسرائيل على هذا بحملة قصف ممنهجة ومكثفة لمناطق عدّة في سوريا. حسب وزارة الدفاع الروسية؛ فقد شاركت في هذه الحملة 28 طائرة إسرائيلية أطلقت حوالي 70 صاروخًا. ومع ذلك فإن الجيش العربي السوري أعلنَ عن مسؤوليته عن هجوم على ثكنات الجيش الإسرائيلي، حيث أكّد فارس شهابي عضو البرلمان السوري في حلب أن السوريين وليس الإيرانيين من ضربوا أهدافًا إسرائيلية وذلك ردا على القصف الإسرائيلي على سوريا.
حصلت في 18 أيار/مايو انفجارات داخلَ مطار حماة العسكري. ذكرت سكاي نيوز عربية أنّ ما حصلَ من انفجارت ناجمٌ عن ضربات موجهة ضد إيران من خلال منظومة باور 373 للدفاع الجوي طويلة المدى والتي وُضعت في الخدمة في آذار/مارس 2017. أمّا موقع بغداد بوست فقد ذكرَ أن الطائرات الإسرائيلية قد استهدفت قواعد للحرس الثوري في المطار كما أشارَ إلى أن القصف جاء بعد وقت قصير من ضرب مواقع الميليشيات العراقية الذين تجمعوا هناك. في حين ذهبَ موقع ديبكا للحديث عن الضحايا حيث أشار إلى وقوع عشرات القتلى منَ السوريين والإيرانيين في التفجيرات.
في الرابع والعشرين من أيار/مايو؛ حلّقت طائرات حربية إسرائيلية فوقَ الأجواء اللبنانية ثم قصفت قاعدة عسكريّة بالقرب من مطار حمص. وفقًا للمرصد السوري فإنّ للهجوم استهدفَ قاعدة تابعة لحزب الله على التُراب السوري. لقي خلال هذه الهجمات واحد وعشرين شخصًا مصرعهم بما في ذلك تسعة إيرانيين.

### حوادث حزيران/يونيو 2018
وفقا لصحيفة السياسة الكويتية فإن إسرائيل قد استهدفت الميليشيات الشيعية العراقية في سوريا بموافقة كل من روسيا والولايات المتحدة في 18 حزيران/يونيو 2018 مما تسبّب في مقتل 52 مُقاتلًا. في هجوم آخر؛ أشارت الوكالة العربية السورية للأنباء (سانا) أن اثنين من الصواريخ الإسرائيلية قد ضربت قاعدة عسكريّة بالقُرب من مطار دمشق الدولي يوم 26 يونيو. أكّد الناشطون المحليون على أن الطائرات الحربية الإسرائيلية قد استهدفت طائرة شحن إيرانية كان يتم تفريغها في المطار، أمّا المرصد السوري لحقوق الإنسان فقد أكّد على أن القذائفَ الإسرائيليةَ قد ضربت مستودعات أسلحة تابعة لـحزب الله بالقرب من المطار كما أكد على فشلِ أنظمة الدفاع الجوي السورية في منع الضربات الإسرائيلية.

### حوادث تموز/يوليو 2018
وفقا للمعارضة السورية فإنّ ضربة جوية إسرائيلية قد دمرت مستودعات ذخيرة تابعة لميليشيات لنظام الأسد في حي بجنوب درعا يوم الثالث من تموز/يوليو. أفادَ التلفزيون الرسمي السوري في 8 تموز/يوليو أن الطائرات الإسرائيلية قد استهدفت قاعدة التيفور بالقُرب من حمص فيما أسقطت أنظمة الدفاع الجوي السورية عددًا من الصواريخ. في حين أن وسائل الاعلام الرسمية السورية لم تُبلغ عن أي إصابات؛ ذكرت المعارضة السورية أن تسعة أشخاص قد قُتلوا خلالَ الضربات. نقلا عن وسائل الإعلام العربية بما في ذلك قناة الجزيرة فإنّ أربعة إلى ست صواريخ قد ضربت القاعدة والمناطق المحيطة بها. في 11 يوليو من عام 2018؛ تمكنت صواريخ باتريوت من اعتراض طائرة استطلاع بدون طيار سورية تسللت إلى شمال إسرائيل التي ردّت على ذلك بمهاجمة ثلاث مواقع عسكرية سورية في منطقة القنيطرة. في 22 يوليو من نفس العام؛ ذكرَ التلفزيون الرسمي السوري أن ضربة جوية إسرائيلية قد استهدفت موقعًا عسكريًا في مدينة مصياف في محافظة حماة مما تسبب في أضرارٍ ماديةٍ فقط. بعد ذلك بثلاث أيام نجحت قوات الدفاع الإسرائيلية في اعتراض مقاتلة سورية من طراز سوخوي كانت قد عبرت عن ميلا واحدًا داخلَ المجال الجوي الإسرائيلي. ردّ الجيش الإسرائيلي على ذلك من خلال إطلاق النار على الطائرة باستخدام اثنين من صواريخ باتريوت.

### حوادث أيلول/سبتمبر 2018
حصلت انفجارات كبيرة في قاعدة جوية تابعة للجيش السوري بالقُرب من العاصِمة دمشق في 2 أيلول/سبتمبر 2018. لم يُعرف مصدر هذا الهجوم لكنّ غالبية وكالات الأنباء رجحت أنه ناجمٌ عن طائرات حربية إسرائيلية. في المُقابل نفت سوريا حصول هجوم من هذا النوع مؤكدةً في الوقت ذاته على أن الانفجارات ناجمة عن أعطال كهربائية.
أفادت وسائل الإعلام السوريّة بأن الطائرات الإسرائيلية قد هاجمت قواعدَ إيرانية في مدينة حماة في 4 أيلول/سبتمبر عام 2018 مما تسبب في مقتل شخص واحد على الأقل وإصابة اثني عشر آخرين. بحسب مصدر عسكري؛ فإنّ الدفاعات الجوية السورية قد اعترضت عدة قذائف كانت تستهدفُ قرية وادي العيون. كشفت إسرائيل عن تسديد قواتها لأكثر من 200 ضربة جوية ضد أهداف إيرانية في سوريا كما أكّدت على إطلاق أكثر من 800 صاروخًا وقذيفة هاون على مدى عام ونصف فقط مما تسبب في تهريب إيران لأسلحتها من سوريا. زعمت إسرائيل كذلك استهداف مطار دمشق الدولي في 15 سبتمبر مما نجمَ عن ذلك تدمير مستودع أسلحة تابع لحزب الله. لكن وفي المقابل فقد زعمت وسائل الإعلام التابعة للولة السورية اعتراض المضادات لكل تلك الصواريخ.